# キルデリク3世 (フランク王)
キルデリク3世（Childeric III、またはChilderich、714年頃または717年頃 - 754年頃）は、メロヴィング朝の最後（第14代）の国王（在位：743年 - 751年）。フランス語名でシルデリク（Childéric）とも呼ばれる。キルペリク2世の息子。

## 父親について
先代国王テウデリク4世が父親とも言われているが、テウデリク4世は711年もしくは712年の生まれと考えられている。この場合、キルデリク3世との年齢差は3〜6歳となるため、父子ということはありえず甚だ疑問が残る。そのため、キルデリク3世はキルペリク2世の息子というのが通説である。メロヴィング王家の一族の者であることは確かだが、血統不詳という説もあり系譜関係は必ずしも明確ではない。もっとも639年以降に在位したメロヴィング王家の王の中には、クローヴィス3世やクロタール4世のようにメロヴィング王家の血を引いているのか疑問視されている者、またはメロヴィング王家の血を引いてはいても具体的な系譜を特定できない者がいることは事実である。

## 生涯

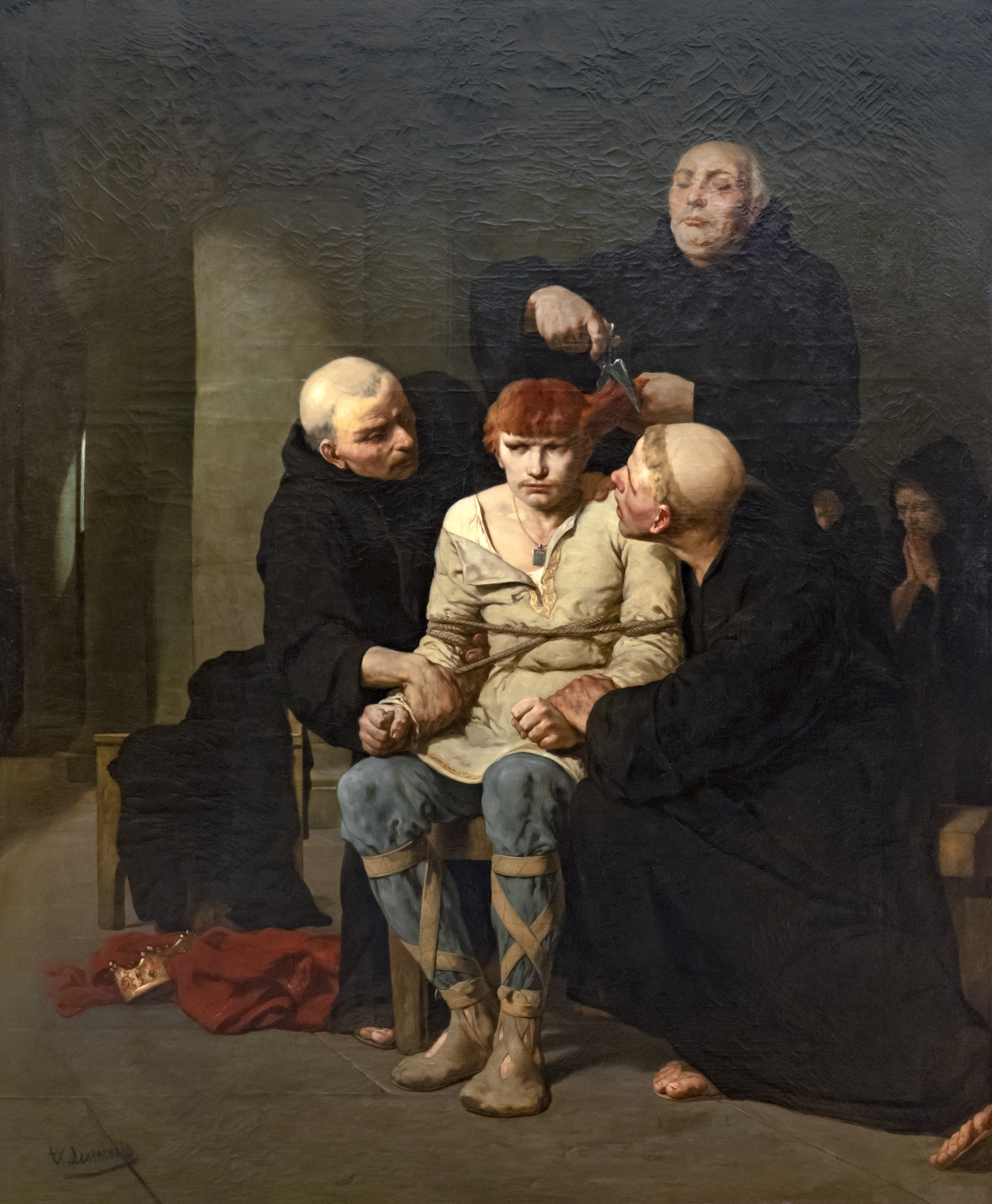
Évariste-Vital Luminaisによる絵画『メロヴィング朝の最後』(Le dernier des Mérovingiens)
縄で拘束したキルデリク3世の髪を修道士が切っている様子が描かれている。

先代のテウデリク4世が死去した737年から、王位は空白となっていた。743年初頭、宮宰カールマンとピピン3世の兄弟によりキルデリク3世が王位につけられた。しかし、実権は宮宰のピピン3世に握られていた。751年、ピピンはサン＝ドニ修道院長フルラッドを教皇ザカリアスのもとへ送り、教皇より「権力のない者を王としておくより、権力のある者を王とした方が良い」との回答を得た。それに基づき同年11月、ピピンはフランク族の貴族たちによってフランク王に選出され、司教ボニファティウスから塗油を受け王位についた。キルデリク3世は廃位され、髪を切られサン＝ベルタン修道院に幽閉された。息子テウデリクもサン＝ヴァンドリーユ修道院に幽閉され、歴史の表舞台に二度と姿を表すことは無く、メロヴィング朝は断絶した。

## 家族
妻はランのギゼラ（723年頃生誕）、息子はテウデリク（740年頃 - 没年不明）。ランのギゼラの父はランのカリベルト（キルデリク3世の大叔父テウデリク3世とその王妃クロティルダ（ピピン1世の孫娘）の娘ベルトラダの息子）でピピン家（カロリング朝（家）の前身）の血を引く）で夫妻は血の繋がりがある遠縁である。また、ランのギゼラの祖先には西ゴート王2人（キンティラ・トゥルガ父子）、西ローマ帝国の独裁者リキメルとその妻で西ローマ皇帝アンテミウスの娘アリュピア、アリュピアの母方の祖父でアンテミウスの舅にあたる東ローマ皇帝マルキアヌス、アンテミウスの先祖でローマ皇帝フラウィウス・クラウディウス・ユリアヌスの親類プロコピウス（母方の従兄。ユリアヌスの母バシリナがプロコピウスの母と姉妹）など、ローマ帝国末期を代表する人物達が揃っている。